# Stancyja Katyń
Stancyja Katyń, Stacja Katyń (ros. Станция Катынь) – wieś (ros. деревня, trb. dieriewnia) w zachodniej Rosji, w osiedlu wiejskim Katynskoje rejonu smoleńskiego w obwodzie smoleńskim.

## Geografia
Miejscowość położona jest nad Dnieprem, przy drodze federalnej R120 (Orzeł – Briańsk – Smoleńsk – Witebsk), 9 km od drogi magistralnej M1 «Białoruś», 3 km od centrum administracyjnego osiedla wiejskiego (Katyń), 20 km od Smoleńska.
W granicach miejscowości znajduje się przystanek kolejowy Katyń (linia Moskwa – Mińsk) i ulice: Okrużnaja, Wokzalnaja.

## Demografia
W 2010 r. miejscowość liczyła sobie 86 mieszkańców.